# Eternity Girls
Eternity Girls，香港四人女子音樂組合，以演唱流行風格的基督教福音音樂為主，2005年成立，2007年在香港樂壇正式出道。成員包括梁浩楹（Ady）、梁浩菱（Judy）、梁卓盈（Rubbie）和黃芳（Sharon）。

## 歷史
香港四人女子音樂組合Eternity Girls，由梁浩楹（Ady）、梁浩菱（Judy）、梁卓盈（Rubbie）和黃芳（Sharon）於2005年7月組成，以流行風格的基督教福音音樂進行傳道，四人自少認識並在基督教教會成長。2007年推出派台歌及專輯，以少女偶像形象作為包裝，在香港樂壇正式出道，亦參與商業宣傳工作。

## 音樂專輯
- 2007年4月19日《Eternity Girls》同名專輯[4][6]

1. 尋找 Eternity
2. 回家[1][3][5]
3. I've found your love
4. 有已經足夠
5. 不說話

- 2009年7月15日《Girls in Love》

1. 跳舞有時
2. 原來是
3. 簡單美
4. You Are The One
5. Jesus Loves Me
6. 尋找Eternity
7. 回家
8. 不說話
9. I've found your love
10. 有已經足夠

## 獎項
- 2007年度新城勁爆頒獎禮「新城勁爆新登場組合」（之一）[7]

## 相關著作
- 《飛鳥的歌聲 Eternity Girls》（陳守賢著，2006年，青桐社，ISBN：962451982X）